# Junction (Illinois)
Junction es una villa ubicada en el condado de Gallatin en el estado estadounidense de Illinois. En el censo de 2010 tenía una población de 129 habitantes y una densidad poblacional de 56,53 personas por km².

## Geografía
Junction se encuentra ubicada en las coordenadas 37°43′16″N 88°14′36″O / 37.72111, -88.24333. Según la Oficina del Censo de los Estados Unidos, Junction tiene una superficie total de 2.28 km², de la cual 2.27 km² corresponden a tierra firme y (0.34%) 0.01 km² es agua.

## Demografía
Según el censo de 2010, había 129 personas residiendo en Junction. La densidad de población era de 56,53 hab./km². De los 129 habitantes, Junction estaba compuesto por el 99.22% blancos, el 0% eran afroamericanos, el 0% eran amerindios, el 0% eran asiáticos, el 0% eran isleños del Pacífico, el 0.78% eran de otras razas y el 0% pertenecían a dos o más razas. Del total de la población el 3.1% eran hispanos o latinos de cualquier raza.